# 字余り
字余り（じあまり）とは、日本の定型詩（和歌、俳句など）において定型音数律（五・七・五、あるいは七・七）を超過することを指す。音数が五もしくは七ではなく、六、八などとなり、違和感を感じる場合もある。
ただし字余りであっても、その中の単独母音（ア・イ・ウ・オ）を短く曖昧に発音しても違和感が小さい場合もあり、定型音数へ近付くことから、古代より意識されており、則った作品も少なくない。
なお音数に基づき、字余りを定義する考え方が大半である。一方、文字数に基づくとする立場もある。

## 概説
字余りは定型のリズムを崩してしまうため、意味なく用いられることは忌避される傾向にあり、特に中七の字余りについては和歌における修辞的欠落の一つ「中鈍病（中飽病）」と呼ばれている。よって以下のように注意書きがされている入門書も存在する。

一音の無駄が一句のリズムに弛緩をもたらし、そのために佳句となるべきものが駄句になり下がってしまう、ということだってあるのだ。（中略）あえて『字余り』にする技法もあるが、それは名手のすることと肚をくくって今はひたすら五・七・五の韻律の美しさを追求してもらいたい。
われわれは俳句が破調になることを、いたずらにおそれてはならぬ。（中略）しかしながら帰着するところは、やはり五七五である。この型は俳句の典型であり原型である。この典型を故意に崩して破調にすることが、何か新しい型の試みであるかの如く錯覚することがあれば、俳句形象化の苦労を放棄することになる。

## 効果
しかしながら、字余りを意図的に用いている作品もある。

塚もうごけ我が泣声は秋の風（松尾芭蕉）
浮浪児昼寝す「何でもいいやい知らねえやい」（中村草田男）

(小島健 2003)は各句について「感情の大きな昂ぶりが字余りとなる」、「思いのマグマが爆発したかのようである。感動の昂ぶりは時として、定型を幾度もはみ出す。」と評している。このように、字余りは定型に収まりきらない感情の昂ぶりを表現することができると言える。

## 字余りの限界
字余りの限界について考える際に指針となるものが、(土居光知 1922)が提唱し、別宮(1970)が確立させた二音一拍四拍子理論である。これは一音を八分音符ととらえ、短歌の五・七・五・七・七のモーラに対して、三・一・三・一・一の休符を設けることで、八・八・八・八・八の四拍子のリズムを保つという理論である。
これに則って考えると、俳句の字余りの限界は二十四音、短歌の限界は四十音となり、規定音数の十七音、三十一音を大きく超えることになる。
これに対し(高山倫明 2006)は「たしかに「各句が八音以下なら」四拍子のリズムは崩れないかもしれないが、上記の歌のすべての拍を同等に詠んだのでは、和歌としては明らかに破調であり、調子外れ以外の何者でもない」と批判している。